# Formule E 2018/2019
Sezóna 2018/19 závodů Formule E byla pátou sezónou šampionátu Formule E pořádaného Mezinárodní automobilovou federací FIA, který je nejvyšším mistrovství v kategorii monopostů na elektrický pohon.
Sezóna se skládala ze 13 závodů od 15. prosince 2018 do 14. července 2019, účastnilo se jí 11 týmů a soupeřili mezi sebou o titul nejlepšího týmu a jezdce.
Titulu ze sezóny 2017/18 obhájil Francouz Jean-Éric Vergne, který se tak stal prvním vícenásobným vítězem šampionátu. Mezi týmy si vítězství vybojoval Techeetah-DS, který tak vrátil týmu Audi Sport ABT Schaeffler porážku z předcházející sezóny.

## Změny v pravidlech

### Technická pravidla
- Nejvýznamnější změnou byl nový monopost. Poté, co se první 4 sezóny od Formule E 2014/15 využíval Spark-Renault SRT 01E, byl pro tuto sezónu představen nový stroj Spark-Renault SRT05e stejného výrobce Spark Racing Technology.[1] Nový monopost nepoužívá běžný tvar zadního křídla a místo toho využívá aerodynamické prvky v šasi a v podlaze.[2]
- Všechny týmy Formule E využívaly baterii vyvinutou McLaren Applied Technologies a firmou Atieva.[3][4] Každý ze závodníků může využít jen jednu baterii na závod, což znamená, že musí vydržet celou délku závodu oproti polovině závodu v sezóně 2017/18. Závodníci tedy nebudou během závodů měnit monoposty.[5]
- Maximální výkon motorů byl navýšen na 250 kW.[6] Monoposty budou mít několik předdefinovaných výkonových módů, aby podporovaly možnosti různých závodních strategií i bez nutnosti vývoje pohonných jednotek.[7]
- K zajímavějšímu závodění přispěl i systém zvaný "hyperboost" nebo také "mód Mario Kart", který závodníkům přidá dalších 25 kW výkonu, pokud projedou vyznačeným úsekem tratě mimo závodní stopu. Trvání tohoto módu a počet zrychlení, které bude mít závodník k dispozici, oznámila FIA až těsně před závodem, aby týmy nemohly dopředu počítat se zrychlováním při vytváření závodních strategií.[8][9]
- Ochrana hlavy "halo" byla nově součástí monopostu tak, aby závodní série Formule E byla v souladu s nařízením FIA, že všechny monopostové závody musí mít ochranu hlavy do roku 2020.[zdroj?]

### Sportovní pravidla
- Závody se od této sezóny nekonají na předem definovaný počet kol, ale místo toho se jely na časový úsek 45 minut plus 1 kolo po vypršení tohoto limitu.[9]

## Jezdci a týmy
| Tým                                      | Šasi                 | Pohonná jednotka   | No. | Jezdec                 | Závody   |
| Envision Virgin Racing                   | Spark-Audi           | Audi e-Tron FE05   | 2   | Sam Bird               | 1–13     |
| Envision Virgin Racing                   | Spark-Audi           | Audi e-Tron FE05   | 4   | Robin Frijns           | 1–13     |
| Panasonic Jaguar Racing                  | Spark-Jaguar         | Jaguar I-Type III  | 3   | Nelson Piquet Jr.      | 1–6      |
| Panasonic Jaguar Racing                  | Spark-Jaguar         | Jaguar I-Type III  | 3   | Alex Lynn              | 7–13     |
| Panasonic Jaguar Racing                  | Spark-Jaguar         | Jaguar I-Type III  | 20  | Mitch Evans            | 1–13     |
| HWA Racelab                              | Spark–Venturi        | Venturi VFE05      | 5   | Stoffel Vandoorne      | 1–13     |
| HWA Racelab                              | Spark–Venturi        | Venturi VFE05      | 17  | Gary Paffett           | 1–13     |
| Geox Dragon                              | Spark–Penske         | Penske EV-3        | 6   | Maximilian Günther     | 1–3,7–13 |
| Geox Dragon                              | Spark–Penske         | Penske EV-3        | 6   | Felipe Nasr            | 4–6      |
| Geox Dragon                              | Spark–Penske         | Penske EV-3        | 7   | José María López       | 1–13     |
| NIO Formula E Team                       | Spark–NIO            | NIO Sport 004      | 8   | Tom Dillmann           | 1–13     |
| NIO Formula E Team                       | Spark–NIO            | NIO Sport 004      | 16  | Oliver Turvey          | 1–13     |
| Audi Sport ABT Schaeffler Formula E Team | Spark–Audi           | Audi e-Tron FE05   | 11  | Lucas di Grassi        | 1–13     |
| Audi Sport ABT Schaeffler Formula E Team | Spark–Audi           | Audi e-Tron FE05   | 66  | Daniel Abt             | 1–13     |
| Venturi Formula E Team                   | Spark–Venturi        | Venturi VFE05      | 19  | Felipe Massa           | 1–13     |
| Venturi Formula E Team                   | Spark–Venturi        | Venturi VFE05      | 48  | Edoardo Mortara        | 1–13     |
| Nissan e.dams                            | Spark–Nissan         | Nissan IM01        | 22  | Oliver Rowland         | 1–13     |
| Nissan e.dams                            | Spark–Nissan         | Nissan IM01        | 23  | Sébastien Buemi        | 1–13     |
| DS Techeetah                             | Spark–DS Automobiles | DS E-Tense FE 19   | 25  | Jean-Éric Vergne       | 1–13     |
| DS Techeetah                             | Spark–DS Automobiles | DS E-Tense FE 19   | 36  | André Lotterer         | 1–13     |
| BMW i Andretti Motorsport                | Spark–BMW            | BMW IFE.18         | 27  | Alexander Sims         | 1–13     |
| BMW i Andretti Motorsport                | Spark–BMW            | BMW IFE.18         | 28  | António Félix da Costa | 1–13     |
| Mahindra Racing                          | Spark–Mahindra       | Mahindra M5Electro | 64  | Jérôme d'Ambrosio      | 1–13     |
| Mahindra Racing                          | Spark–Mahindra       | Mahindra M5Electro | 94  | Felix Rosenqvist       | 1        |
| Mahindra Racing                          | Spark–Mahindra       | Mahindra M5Electro | 94  | Pascal Wehrlein        | 2–13     |

### Změny v týmech
- BMW vstoupí do seriálu jako dodavatel šasi, v partnerství s Andretti Autosport.[31]
- HWA spojený s Mercedesem také vstoupí do seriálu jako technický partner pro Venturi. HWA získá jako součást dohody motory pro rok 2018/19, což bude sloužit jako předstupeň plného vstupu Mercedesu do Formule E v sezóně 2019/20.[35]
- Nissan vstoupí jako výrobce šasi do partnerství s týmem DAMS, kde nahradí Renault.[36] Renault oznámil, že se chce věnovat svým cílům ve Formuli 1, a proto z Formule E odchází.[25]
- Techeetah změní dodavatele motorů z Renaultu na DS Automobiles a stane se jejich partnerem.[37] Virgin Racing přechází k motorům od Audi.[38]

## Přestupy jezdců
| Jezdec             | 2017/18                                           | 2018/19                   | Pozice v týmu/Série |
| ------------------ | ------------------------------------------------- | ------------------------- | ------------------- |
| Nick Heidfeld      | Mahindra Racing                                   | TBA                       |                     |
| Felipe Massa       | Williams Racing Team (Formule 1)                  | Venturi Formula E Team    | Jezdec              |
| Felix Rosenqvist   | Mahindra Racing                                   | IndyCar                   |                     |
| Pascal Wehrlein    | Mercedes-AMG Motorsport Petronas (DTM)            | Mahindra Racing           | Jezdec              |
| Nicolas Prost      | e.dams Renault                                    | TBA                       |                     |
| Oliver Rowland     | Strakka Racing (Blancpain GT Series)              | Nissan e.dams             | Jezdec              |
| Maro Engel         | Venturi Formula E Team                            | TBA                       |                     |
| Jérôme d'Ambrosio  | Dragon Racing                                     | Mahindra Racing           | Jezdec              |
| Maximilian Günther | BWT Arden (Formule 2)                             | Geox Dragon Racing        | Jezdec              |
| Alexander Sims     | BMW Team RLL (WeatherTech SportsCar Championship) | BMW i Andretti Motorsport | Jezdec              |
| Stoffel Vandoorne  | McLaren Renault F1 Team (Formule 1)               | HWA Racelab               | Jezdec              |
| Gary Paffett       | Mercedes-AMG Motorsport Petronas (DTM)            | HWA Racelab               | Jezdec              |
| Tom Dillmann       | Venturi Formula E Team                            | NIO Formula E Team        | Jezdec              |
| Luca Filippi       | NIO Formula E Team                                | TBA                       |                     |
| Kamui Kobajaši     | MS&AD Andretti Formula E                          | TBA                       |                     |
| Stéphane Sarrazin  | MS&AD Andretti Formula E                          | TBA                       |                     |
| Tom Blomqvist      | MS&AD Andretti Formula E                          | TBA                       |                     |
| Alex Lynn          | DS Virgin Racing                                  | Jaguar Racing             |                     |
| Robin Frijns       | Audi Sport Team Abt Sportsline (DTM)              | Envision Virgin Racing    | Jezdec              |

### Změny jezdců
- Dřívější jezdec Formule 1 Felipe Massa bude debutovat ve Formuli E v týmu Venturi,[23] kde nahradí Toma Dillmanna; Dillmann se přesunul k týmu NIO Formula E Team a nahradil Luku Filippiho.[39]
- Nico Prost opustil dým e.dams na konci sezóny 2017/18.[40]
- Alexander Sims přijde jako nový jezdec do týmu BMW i Andretti Motorsport a bude týmovým kolegou Antónia da Costy.[32]
- Felix Rosenqvist odešel z týmu Mahindra Racing a přidal se k Chip Ganassi Racing v závodech IndyCar. Nahradí ho bývalý jezdec Formule 1 Pascal Wehrlein.[41] Wehrleinovým kolegou bude Jérôme d'Ambrosio, který přišel z Dragon Racing. D'Ambrosio nahradí Nicka Heidfelda.[42]
- Robin Frijns se vrací do Formule E jako jezdec týmu Envision Virgin Racing a nahradí Alexe Lynna.[12] Lynn se nakonec v šampionátu objevil, když v Jaguar Racing nahradil od 7. závodu Nelsona Piqueta Jr.
- Další bývalý jezdec Formule 1 Stoffel Vandoorne a vítěz DTM 2018 Gary Paffett se objeví jako noví jezdci v seriálu, oba v týmu HWA Racelab.[15][16]

Poznámky

## Kalendář závodů
Sezóna 2018/19 se bude skládat z těchto závodů:
| Kolo   | ePrix                       | Země                   | Trať                                              | Datum             |
| ------ | --------------------------- | ---------------------- | ------------------------------------------------- | ----------------- |
| 1      | ePrix Ad Diriyah            | Saúdská Arábie         | Riyadh Street Circuit                             | 15. prosinec 2018 |
| 2      | ePrix Marrákeše             | Maroko                 | Circuit International Automobile Moulay El Hassan | 12. leden 2019    |
| 3      | ePrix Santiaga              | Chile                  | Parque O'Higgins Circuit                          | 26. leden 2019    |
| 4      | ePrix Mexico City           | Mexiko                 | Autódromo Hermanos Rodríguez                      | 16. únor 2019     |
| 5      | ePrix Hongkongu             | Hongkong               | Hong Kong Central Harbourfront Circuit            | 10. březen 2019   |
| 6      | ePrix Sanya                 | Čína                   | Sanya Street Circuit                              | 23. března 2019   |
| 7      | ePrix Říma                  | Itálie                 | Circuito Cittadino dell'EUR                       | 13. dubna 2019    |
| 8      | ePrix Paříže                | Francie                | Circuit des Invalides                             | 27. dubna 2019    |
| 9      | ePrix Monaka                | Monako                 | Circuit de Monaco                                 | 11. května 2019   |
| 10     | ePrix Berlína               | Německo                | Tempelhof Airport Street Circuit                  | 25. května 2019   |
| 11     | ePrix Bernu                 | Švýcarsko              | TBA                                               | 22. června 2019   |
| 12     | ePrix New York City závod 1 | Spojené státy americké | Brooklyn Street Circuit                           | 13. července 2019 |
| 13     | ePrix New York City závod 2 | Spojené státy americké | Brooklyn Street Circuit                           | 14. července 2019 |
| Zdroj: |                             |                        |                                                   |                   |

### Změny v kalendáři
- V kalendáři se opět objevuje ePrix Monaka, která se pořádá každé dva roky a střídá se s Grand Prix Monaka historických vozů.[49]
- Formula E se poprvé podívá do Saúdské Arábie, kde se pojede závod na městském okruhu v Rijádu, přesněji v jeho čtvrti Ad Diriyah.[44][50] V kalendáři se objevuje jako zahajovací závod sezóny, tedy nahradí ePrix Hongkongu.
- Závodit by se mělo poprvé také v São Paulo. Prvně se v kalendáři toto brazilské město objevilo v sezóně 2017/18, ale závod byl odložen a nahrazen ePrix Punta del Este.[51] Ovšem závod v São Paulo se zatím neobjevil v návrzích kalendáře z června 2018 a závod v Punta del Este se v této sezóně také nepojede.[47]
- Naopak se v dočasném kalendáři objevila nová ePrix v Číně, a to ve městě San-ja v provincii Chaj-nan.[52] Šampionát měl dříve svou zastávku na čínském území na okruhu v Pekingu.[47]
- ePrix Santiaga se pojede na jiném místě - z Parque Forestal se přesune na okruh O'Higgins Park. Změnu iniciovali občané předměstí Barrio Lastarria, kteří protestovali proti původní trase.[45]
- ePrix Curychu se v sezóně 2018/19 nepojede - vedení města neschválilo pořádání s odkazem na to, že místní infrastruktura nebude schopna zvládnout takto velké sportovní akce brzy po sobě. Místo toho se závod přesune do Bernu a do Curychu se možná vrátí v dalších sezónách.[46]

### Evropské závody
Součástí šampionátu Formule E byla i nová, samostatná soutěž, do které se počítaly výsledky ze závodů v evropských městech. Původním záměrem bylo ocenění jezdce, který během evropských závodů získá nejvíce bodů, ale nakonec novou trofej dodanou sponzorem voestalpine získal závodník, který během závodů v Evropě byl nejvícekrát na pódiu.

## Výsledky

### ePrix
| Kolo | Závod               | Pole position          | Nejrychlejší kolo | Vítězný jezdec         | Vítězný tým               | Výsledky |
| ---- | ------------------- | ---------------------- | ----------------- | ---------------------- | ------------------------- | -------- |
| 1    | ePrix Ad Diriyah    | António Félix da Costa | André Lotterer    | António Félix da Costa | BMW i Andretti Motorsport | Výsledky |
| 2    | ePrix Marrákeše     | Sam Bird               | Lucas di Grassi   | Jérôme d'Ambrosio      | Mahindra Racing           | Výsledky |
| 3    | ePrix Santiaga      | Sébastien Buemi        | Daniel Abt        | Sam Bird               | Envision Virgin Racing    | Výsledky |
| 4    | ePrix Mexico City   | Pascal Wehrlein        | Pascal Wehrlein   | Lucas di Grassi        | Audi Sport Abt Schaeffler | Výsledky |
| 5    | ePrix Hongkongu     | Stoffel Vandoorne      | André Lotterer    | Edoardo Mortara        | Venturi Formula E Team    | Výsledky |
| 6    | ePrix Sanya         | Oliver Rowland         | Jean-Éric Vergne  | Jean-Éric Vergne       | Techeetah-DS              | Výsledky |
| 7    | ePrix Říma          | André Lotterer         | Sébastien Buemi   | Mitch Evans            | Jaguar                    | Výsledky |
| 8    | ePrix Paříže        | Oliver Rowland         | Tom Dillmann      | Robin Frijns           | Envision Virgin Racing    | Výsledky |
| 9    | ePrix Monaka        | Jean-Éric Vergne       | Pascal Wehrlein   | Jean-Éric Vergne       | Techeetah-DS              | Výsledky |
| 10   | ePrix Berlína       | Sébastien Buemi        | Sébastien Buemi   | Lucas di Grassi        | Audi Sport Abt Schaeffler | Výsledky |
| 11   | ePrix Bernu         | Jean-Éric Vergne       | Sam Bird          | Jean-Éric Vergne       | Techeetah-DS              | Výsledky |
| 12   | ePrix New York City | Sébastien Buemi        | Jean-Éric Vergne  | Sébastien Buemi        | Nissan e.dams             | Výsledky |
| 13   | ePrix New York City | Alexander Sims         | Daniel Abt        | Robin Frijns           | Envision Virgin Racing    | Výsledky |

Poznámky
1. ↑  Pascal Wehrlein zajel nejrychlejší čas, ale byl z kvalifikace vyloučen kvůli přestupku technických pravidel.
2. ↑  Bod za nejrychlejší kolo obdržel Robin Frijns, protože se Dillmann neumístil mezi nejlepšími 10 jezdci v cíli.
3. ↑  Oliver Rowland zajel nejrychlejší čas a získal 3 body, ale kvůli předchozímu trestu startoval ze 3. místa.
4. ↑  Jeden bod za nejrychlejší kolo závodu bylo připsáno Danielu Abtovi, protože Vergne se neumístil mezi nejlepšími 10 jezdci v cíli.

### Pořadí jezdců
Body se udělují dle uvedeného schématu prvním 10 jezdcům v každém závodě, dále jezdci na pole position a jezdci, který zajede nejrychlejší kolo závodu.
| Pořadí v cíli | 1. | 2. | 3. | 4. | 5. | 6. | 7. | 8. | 9. | 10. | Pole position | Nejrychlejší kolo |
| Body          | 25 | 18 | 15 | 12 | 10 | 8  | 6  | 4  | 2  | 1   | 3             | 1                 |

| Poř. | Jezdec                 | KSA | MAR  | SAN  | MEX  | HKG  | SAN  | ROM  | PAR  | MCO  | BER | BRN | NYC | NYC  | Body |
| ---- | ---------------------- | --- | ---- | ---- | ---- | ---- | ---- | ---- | ---- | ---- | --- | --- | --- | ---- | ---- |
| 1    | Jean-Éric Vergne       | 2   | 5    | Ret  | 13   | 13   | 1    | 14   | 6    | 1    | 3   | 1   | 15  | 7    | 136  |
| 2    | Sébastien Buemi        | 6   | 8F   | RetF | 21†F | RetF | 8F   | 5F   | 15F  | 5F   | 2F  | 3F  | 1F  | 3F   | 119  |
| 3    | Lucas di Grassi        | 9F  | 7    | 12   | 1F   | 2    | 15†F | 7F   | 4    | Ret  | 1   | 9F  | 5F  | 18†F | 108  |
| 4    | Robin Frijns           | 12  | 2    | 5    | 11   | 3    | 14†  | 4    | 1    | 17†  | 13  | Ret | Ret | 1    | 106  |
| 5    | Mitch Evans            | 4   | 9    | 6    | 7    | 7    | 9    | 1    | 16   | 6    | 12  | 2   | 2   | 17   | 105  |
| 6    | António Félix da Costa | 1F  | RetF | RetF | 2F   | 10F  | 3F   | 9F   | 7F   | DSQF | 4F  | 12F | 3F  | 9F   | 99   |
| 7    | Daniel Abt             | 8F  | 10   | 3F   | 10F  | 4F   | 5F   | 18†F | 3F   | 15F  | 6F  | 6F  | 6F  | 5F   | 95   |
| 8    | André Lotterer         | 5   | 6    | 13   | 5    | 14   | 4    | 2    | 2    | 7    | Ret | 14  | 17  | Ret  | 86   |
| 9    | Sam Bird               | 11  | 3    | 1    | 9    | 6    | Ret  | 11   | 11   | 16†  | 9   | 4   | 8   | 4    | 85   |
| 10   | Oliver Rowland         | 7   | 15   | Ret  | 20†  | Ret  | 2    | 6    | 12   | 2    | 8   | Ret | 14  | 6    | 71   |
| 11   | Jérôme d'Ambrosio      | 3   | 1    | 10F  | 4    | Ret  | 6    | 8    | 17†  | 11   | 17  | 13  | 9   | 11   | 67   |
| 12   | Pascal Wehrlein        |     | RetF | 2    | 6    | RetF | 7    | 10   | 10   | 4    | 10  | Ret | 7   | 12   | 58   |
| 13   | Alexander Sims         | 18  | 4    | 7    | 14   | Ret  | Ret  | 17   | Ret  | 13   | 7   | 11  | 4   | 2    | 57   |
| 14   | Edoardo Mortara        | 19  | 13   | 4    | 3    | 1    | 13   | Ret  | Ret  | Ret  | 11  | Ret | Ret | Ret  | 52   |
| 15   | Felipe Massa           | 17F | 18F  | Ret  | 8    | 5    | 10   | Ret  | 9F   | 3    | 15F | 8   | 16† | 15   | 36   |
| 16   | Stoffel Vandoorne      | 16F | RetF | RetF | 18F  | RetF | RetF | 3F   | RetF | 9F   | 5F  | 10F | 13F | 8F   | 35   |
| 17   | Maximilian Günther     | 15  | 12   | Ret  |      |      |      | 19†  | 5    | Ret  | 14  | 5   | Ret | 19   | 20   |
| 18   | Alex Lynn              |     |      |      |      |      |      | 12   | Ret  | 8    | Ret | 7   | Ret | 16   | 10   |
| 19   | Gary Paffett           | Ret | Ret  | 14   | 16   | 8    | Ret  | Ret  | 8    | 12   | 16  | 17  | 11  | 10   | 9    |
| 20   | Oliver Turvey          | 13  | 16   | 8    | 12   | 9    | 11   | 13   | 14   | Ret  | 18  | 16  | 10  | 13   | 7    |
| 21   | José María López       | Ret | 11   | 9    | 17   | 11   | Ret  | 16   | 13   | 10F  | 20  | DSQ | 12  | Ret  | 3    |
| 22   | Nelson Piquet Jr.      | 10  | 14   | 11   | Ret  | Ret  | Ret  |      |      |      |     |     |     |      | 1    |
| 23   | Tom Dillmann           | 14  | 17   | Ret  | 15   | 12   | 12   | 15   | Ret  | 14   | 19  | 15  | Ret | 14   | 0    |
| 24   | Felipe Nasr            |     |      |      | 19   | Ret  | Ret  |      |      |      |     |     |     |      | 0    |
| 25   | Felix Rosenqvist       | Ret |      |      |      |      |      |      |      |      |     |     |     |      | 0    |
| Poř. | Jezdec                 | KSA | MAR  | SAN  | MEX  | HKG  | SAN  | ROM  | PAR  | MCO  | BER | BRN | NYC | NYC  | Body |

| Legenda k tabulce | Legenda k tabulce                                                                       |
| Barva             | Výsledek                                                                                |
| ----------------- | --------------------------------------------------------------------------------------- |
| Zlatá             | Vítěz                                                                                   |
| Stříbrná          | 2. místo                                                                                |
| Bronzová          | 3. místo                                                                                |
| Zelená            | Bodované umístění                                                                       |
| Modrá             | Nebodované umístění                                                                     |
| Modrá             | Dokončil neklasifikován (NC)                                                            |
| Fialová           | Odstoupil (Ret)                                                                         |
| Červená           | Nekvalifikoval se (DNQ)                                                                 |
| Červená           | Nepředkvalifikoval se (DNPQ)                                                            |
| Černá             | Diskvalifikován (DSQ)                                                                   |
| Bílá              | Nestartoval (DNS)                                                                       |
| Bílá              | Závod zrušen (C)                                                                        |
| Světle modrá      | Pouze trénoval (PO)                                                                     |
| Světle modrá      | Páteční testovací jezdec (TD)                                                           |
| Bez barvy         | Netrénoval (DNP)                                                                        |
| Bez barvy         | Vyřazen (EX)                                                                            |
| Bez barvy         | Nepřijel (DNA)                                                                          |
| Bez barvy         | Odvolal účast (WD)                                                                      |
| Bez barvy         | Nezúčastnil se (prázdné)                                                                |
| Označení          | Význam                                                                                  |
| Tučnost           | Pole position                                                                           |
| Kurzíva           | Nejrychlejší kolo                                                                       |
| †                 | Jezdec nedojel do cíle, ale byl klasifikován, protože odjel více než 90 % délky závodu. |
| ‡                 | Byl udělován poloviční počet bodů, protože bylo odjeto méně než 75 % délky závodu.      |
| Horní index       | Umístění bodujících jezdců ve sprintu                                                   |

| Pořadí v evropských závodech                       | Pořadí v evropských závodech | Pořadí v evropských závodech | Pořadí v evropských závodech | Pořadí v evropských závodech | Pořadí v evropských závodech | Pořadí v evropských závodech | Pořadí v evropských závodech | Pořadí v evropských závodech | Pořadí v evropských závodech | Pořadí v evropských závodech |
| Pos.                                               | Driver                       | ROM                          | PAR                          | MCO                          | BER                          | BRN                          | Umístění na pódiu            | Umístění na pódiu            | Umístění na pódiu            | (celkem)                     |
| -------------------------------------------------- | ---------------------------- | ---------------------------- | ---------------------------- | ---------------------------- | ---------------------------- | ---------------------------- | ---------------------------- | ---------------------------- | ---------------------------- | ---------------------------- |
| 1                                                  | Jean-Éric Vergne             | 14                           | 6                            | 1                            | 3                            | 1                            | 2                            | 0                            | 1                            | 3                            |
| 2                                                  | Mitch Evans                  | 1                            | 16                           | 6                            | 12                           | 2                            | 1                            | 1                            | 0                            | 2                            |
| 3                                                  | André Lotterer               | 2                            | 2                            | 7                            | Ret                          | 14                           | 0                            | 2                            | 0                            | 2                            |
| 4                                                  | Sébastien Buemi              | 5                            | 15                           | 5                            | 2                            | 3                            | 0                            | 1                            | 1                            | 2                            |
| 5                                                  | Robin Frijns                 | 4                            | 1                            | 17†                          | 13                           | Ret                          | 1                            | 0                            | 0                            | 1                            |
| 5                                                  | Lucas di Grassi              | 7                            | 4                            | Ret                          | 1                            | 9                            | 1                            | 0                            | 0                            | 1                            |
| 6                                                  | Oliver Rowland               | 6                            | 12                           | 2                            | 8                            | Ret                          | 0                            | 1                            | 0                            | 1                            |
| 7                                                  | Stoffel Vandoorne            | 3                            | Ret                          | 9                            | 5                            | 10                           | 0                            | 0                            | 1                            | 1                            |
| 7                                                  | Daniel Abt                   | 18†                          | 3                            | 15                           | 6                            | 6                            | 0                            | 0                            | 1                            | 1                            |
| 7                                                  | Felipe Massa                 | Ret                          | 9                            | 3                            | 15                           | 8                            | 0                            | 0                            | 1                            | 1                            |
| Jean-Éric Vergne získal trofej za evropské závody. |                              |                              |                              |                              |                              |                              |                              |                              |                              |                              |

### Pořadí týmů
| Poř. | Tým                                      | No. | KSA | MAR | SAN | MEX | HKG | SAN | ROM | PAR | MCO | BER | BRN | NYC | NYC | Body |
| ---- | ---------------------------------------- | --- | --- | --- | --- | --- | --- | --- | --- | --- | --- | --- | --- | --- | --- | ---- |
| 1    | DS Techeetah                             | 25  | 2   | 5   | Ret | 13  | 13  | 1   | 14  | 6   | 1   | 3   | 1   | 15  | 7   | 222  |
| 1    | DS Techeetah                             | 36  | 5   | 6   | 13  | 5   | 14  | 4   | 2   | 2   | 7   | Ret | 14  | 17  | Ret | 222  |
| 2    | Audi Sport ABT Schaeffler Formula E Team | 11  | 9   | 7   | 12  | 1   | 2   | 15† | 7   | 4   | Ret | 1   | 9   | 5   | 18† | 203  |
| 2    | Audi Sport ABT Schaeffler Formula E Team | 66  | 8   | 10  | 3   | 10  | 4   | 5   | 18† | 3   | 15  | 6   | 6   | 6   | 5   | 203  |
| 3    | Envision Virgin Racing                   | 2   | 11  | 3   | 1   | 9   | 6   | Ret | 11  | 11  | 16† | 9   | 4   | 8   | 4   | 191  |
| 3    | Envision Virgin Racing                   | 4   | 12  | 2   | 5   | 11  | 3   | 14† | 4   | 1   | 17† | 13  | Ret | Ret | 1   | 191  |
| 4    | Nissan e.dams                            | 22  | 7   | 15  | Ret | 20† | Ret | 2   | 6   | 12  | 2   | 8   | Ret | 14  | 6   | 190  |
| 4    | Nissan e.dams                            | 23  | 6   | 8   | Ret | 21† | Ret | 8   | 5   | 15  | 5   | 2   | 3   | 1   | 3   | 190  |
| 5    | BMW i Andretti Motorsport                | 27  | 18  | 4   | 7   | 14  | Ret | Ret | 17  | Ret | 13  | 7   | 11  | 4   | 2   | 156  |
| 5    | BMW i Andretti Motorsport                | 28  | 1   | Ret | Ret | 2   | 10  | 3   | 9   | 7   | DSQ | 4   | 12  | 3   | 9   | 156  |
| 6    | Mahindra Racing                          | 64  | 3   | 1   | 10  | 4   | Ret | 6   | 8   | 17† | 11  | 17  | 13  | 9   | 11  | 125  |
| 6    | Mahindra Racing                          | 94  | Ret | Ret | 2   | 6   | Ret | 7   | 10  | 10  | 4   | 10  | Ret | 7   | 12  | 125  |
| 7    | Panasonic Jaguar Racing                  | 3   | 10  | 14  | 11  | Ret | Ret | Ret | 12  | Ret | 8   | Ret | 7   | Ret | 16  | 116  |
| 7    | Panasonic Jaguar Racing                  | 20  | 4   | 9   | 6   | 7   | 7   | 9   | 1   | 16  | 6   | 12  | 2   | 2   | 17  | 116  |
| 8    | Venturi Formula E Team                   | 19  | 17  | 18  | Ret | 8   | 5   | 10  | Ret | 9   | 3   | 15  | 8   | 16† | 15  | 88   |
| 8    | Venturi Formula E Team                   | 48  | 19  | 13  | 4   | 3   | 1   | 13  | Ret | Ret | Ret | 11  | Ret | Ret | Ret | 88   |
| 9    | HWA Racelab                              | 5   | 16  | Ret | Ret | 18  | Ret | Ret | 3   | Ret | 9   | 5   | 10  | 13  | 8   | 44   |
| 9    | HWA Racelab                              | 17  | Ret | Ret | 14  | 16  | 8   | Ret | Ret | 8   | 12  | 16  | 17  | 11  | 10  | 44   |
| 10   | Geox Dragon                              | 6   | 15  | 12  | Ret | 19  | Ret | Ret | 19† | 5   | Ret | 14  | 5   | Ret | 19  | 23   |
| 10   | Geox Dragon                              | 7   | Ret | 11  | 9   | 17  | 11  | Ret | 16  | 13  | 10  | 20  | DSQ | 12  | Ret | 23   |
| 11   | NIO Formula E Team                       | 8   | 14  | 17  | Ret | 15  | 12  | 12  | 15  | Ret | 14  | 19  | 15  | Ret | 14  | 7    |
| 11   | NIO Formula E Team                       | 16  | 13  | 16  | 8   | 12  | 9   | 11  | 13  | 14  | Ret | 18  | 16  | 10  | 13  | 7    |
| Poř. | Tým                                      | No. | KSA | MAR | SAN | MEX | HKG | SAN | ROM | PAR | MCO | BER | BRN | NYC | NYC | Body |

| Legenda k tabulce | Legenda k tabulce                                                                       |
| Barva             | Výsledek                                                                                |
| ----------------- | --------------------------------------------------------------------------------------- |
| Zlatá             | Vítěz                                                                                   |
| Stříbrná          | 2. místo                                                                                |
| Bronzová          | 3. místo                                                                                |
| Zelená            | Bodované umístění                                                                       |
| Modrá             | Nebodované umístění                                                                     |
| Modrá             | Dokončil neklasifikován (NC)                                                            |
| Fialová           | Odstoupil (Ret)                                                                         |
| Červená           | Nekvalifikoval se (DNQ)                                                                 |
| Červená           | Nepředkvalifikoval se (DNPQ)                                                            |
| Černá             | Diskvalifikován (DSQ)                                                                   |
| Bílá              | Nestartoval (DNS)                                                                       |
| Bílá              | Závod zrušen (C)                                                                        |
| Světle modrá      | Pouze trénoval (PO)                                                                     |
| Světle modrá      | Páteční testovací jezdec (TD)                                                           |
| Bez barvy         | Netrénoval (DNP)                                                                        |
| Bez barvy         | Vyřazen (EX)                                                                            |
| Bez barvy         | Nepřijel (DNA)                                                                          |
| Bez barvy         | Odvolal účast (WD)                                                                      |
| Bez barvy         | Nezúčastnil se (prázdné)                                                                |
| Označení          | Význam                                                                                  |
| Tučnost           | Pole position                                                                           |
| Kurzíva           | Nejrychlejší kolo                                                                       |
| †                 | Jezdec nedojel do cíle, ale byl klasifikován, protože odjel více než 90 % délky závodu. |
| ‡                 | Byl udělován poloviční počet bodů, protože bylo odjeto méně než 75 % délky závodu.      |
| Horní index       | Umístění bodujících jezdců ve sprintu                                                   |